# Wilaya de Tébessa
La wilaya de Tébessa (en tamazight : ⵜⴰⵎⴰⵥⵍⴰⵢⵜ ⵏ ⵜⵉⴱⵙⵜ, Tamaẓlayt n Tibest), est une wilaya algérienne située à l'extrême nord-est du Pays.

## Géographie

### Localisation
La wilaya de Tébessa est située à l'extrême est de l'Algérie, elle est délimitée :
- au nord, par la wilaya de Souk Ahras ;
- à l'est, par la Tunisie ;
- à l'ouest, par les wilayas de Khenchela et d'Oum El Bouaghi;
- au sud, par la wilaya d'El Oued.

|                           | Souk Ahras       |         |
| Oum-El-Bouaghi, Khenchela | wilayade Tébessa | Tunisie |
|                           | El Oued          |         |

### Relief
La wilaya est constituée de plusieurs zones géographiques:
- au Nord: les monts de Tébessa qui font partie de l'Atlas, les Hauts plateaux et les Hauts plaines.
- au Sud: le domaine saharien constitué par un plateau saharien.

### Climat
La wilaya de Tébessa est une zone de transition météorologique, elle se distingue par quatre étages bioclimatiques :	
- le Sub-humide (400 à 500 mm/an), très peu étendu, il est limité aux sommets de quelques reliefs (Djebel Serdies et Djebel Bouroumane);
- le Semi-aride (300 à 400 mm/an), couvre toute la partie Nord de la wilaya;
- le Sub-aride (200 à 300 mm/an), couvre les plateaux steppiques;
- l'aride ou saharien doux (inférieur à 200 mm/an), s'étend au-delà de l'Atlas saharien.

### Hydrographie
La wilaya de Tébessa chevauche sur deux grands systèmes hydrographiques: le bassin versant de l'Oued Medjerda au Nord et le bassin versant de Oued Melghir, qui couvre la partie sud de la wilaya.

### Population
Selon une enquête de 2007, si 38,30 % des mariages en Algérie sont consanguins, le taux le plus élevé est enregistré dans la wilaya de Tébessa avec 88 %.

## Histoire
L'antique Thevestihekatompyle (appellation grecque), Theveste (appellation romaine), Tbessa (appellation arabe et islamisée), sont les noms portées par la ville de Tébessa à travers l'histoire. La basilique - Vue Générale- Depuis l'an 146 av J.-C, date de la chute de Carthage, Tébessa, l'antique Théveste, est une importante ville romaine.L'occupation romaine de l'Afrique du Nord en a fait l'une de ses bases.- Elle abritait le quartier général de la IIIe légion romaine d'Auguste à la fin du Ier siècle apr. J.-C. (an 75).- Colonie de près de 30 000 habitants sous Trajan, elle est pillée par les vandales au Ve siècle, puis relevée en 535 par Solomon, un général byzantin de l'empereur Justinien, qui la protégea avec une enceinte. Tébessa est prise par les Berbères en 597, puis par les Arabes en 682. La basilique - Chapelles et Baptistères- Elle est occupée par une petite garnison de janissaires à l'époque turque.- Malgré la fuite de cette dernière après la prise de Constantine (1837), Tébessa, qui faisait partie du Beylic de Constantine, n'est occupée par les Français qu'à partir de 1851.- Durant la guerre de libération, dans un climat de combat et de soif de liberté, les premières images d'un peuple en lutte ont été filmées dans la région de Tébessa (monts d'El Kouif jusqu'à la frontière algéro-tunisienne); Ces images, qui ont fait le tour du monde, allaient conquérir l'esprit de la communauté internationale. Il est donc patent et reconnu que Tébessa est la ville natale du cinéma algérien. 

## Organisation de la wilaya

Organisation territoriale de la wilaya de Tébessa

### Walis
Le poste de wali de la wilaya de Tébessa a été occupé par plusieurs personnalités politiques nationales depuis sa création le 2 juillet 1974 par l'ordonnance no 74-69 qui réorganise le territoire algérien en portant le nombre de wilayas de quinze à trente et une.
| N° | Wali                      | Début              | Fin               |
| -- | ------------------------- | ------------------ | ----------------- |
| 1  | Abdelaziz Boulkroun       |                    | 31 août 1978      |
| 2  | Abderrezak Taleb          | 1er septembre 1978 | 31 juillet 1982   |
| 3  | Larbi Tabesi              | 31 juillet 1982    | 13 mai 1984       |
| 4  | Cherif Rahmani            | 13 mai 1984        | 7 mai 1986        |
| 5  | Abdelkader Benhadjoudja   | 7 mai 1986         | 29 juillet 1990   |
| 6  | Nedjemedine Lakhal Ayat   | 29 juillet 1990    | 21 août 1991      |
| 7  | Nadjib Senoussi           | 21 août 1991       | 30 juin 1994      |
| 8  | Abdelkader Attaf          | 30 juin 1994       | 11 juillet 1995   |
| 9  |                           |                    |                   |
| 10 | Zoubeir Bensebbane        |                    | 13 août 2000      |
| 11 | Larbi Merzoug             | 13 août 2000       | 17 août 2004      |
| 12 | Noureddine Harfouche      | 17 août 2004       | 30 septembre 2010 |
| 13 | Mabrouk Baliouze          | 30 septembre 2010  | 22 juillet 2015   |
| 14 | Ali Bouguerra             | 22 juillet 2015    | Juillet 2017      |
| 15 | Attalah Moulati           | Juillet 2017       | 31 août 2020      |
| 16 | Mohamed El Baraka Dehadj. | 31 août 2020       | 14 septembre 2022 |
| 17 | Said Khalil               | 14 septembre 2022  | 5 novembre 2024   |
| 18 | Ahmed Belhadad            | 5 novembre 2024    | en cours          |

### Daïras de la wilaya de Tébessa
La wilaya de Tébessa compte 12 daïras.

### Communes de la wilaya de Tébessa
La wilaya de Tébessa compte 28 communes.

## Barrage vert
Cette wilaya a été comprise dans la ceinture forestière du barrage vert initié en 1970.

## Ressources hydriques

### Barrages
Cette wilaya comprend les barrages suivants:
- Barrage de Felg[13].
- Barrage de Saf-Saf El Ouessra[14].
- Barrage de Aïn Zerga[15].

Ces barrages font partie des 65 barrages opérationnels en Algérie alors que 30 autres sont en cours de réalisation en 2015.

## Santé
- Hôpital Alia Salah de Tébessa.
- Hôpital Bouguerra Boulares de Tébessa.
- Hôpital de Morsott.
- Hôpital d'El Aouinet.
- Hôpital de Bir El Ater.
- Hôpital de Chréa.
- Hôpital de Ouenza.